# Amblyseiulella domatorum
Amblyseiulella domatorum är en spindeldjursart som först beskrevs av Schicha 1993.  Amblyseiulella domatorum ingår i släktet Amblyseiulella och familjen Phytoseiidae. Inga underarter finns listade i Catalogue of Life.